# Klara Sesemann
Klara Sesemann es un personaje de ficción de la novela infantil Heidi, publicada por la escritora suiza Johanna Spyri en 1880.

## El personaje en la novela
Clara es una niña alemana de doce años, que es usuaria de una silla de ruedas en una mansión señorial de la ciudad alemana de Fráncfort del Meno en la segunda mitad del siglo XIX. Su padre, el viudo Sr. Sesemann se ve obligado a continuos viajes de negocio, por lo que Clara se encuentra al cuidado de la severa institutriz de apellido Rottenmeier. Para paliar la soledad de la pequeña, su padre decide acoger en su hogar a Heidi (protagonista de la novela, a la que da título), una niña nacida y criada en los Alpes suizos. Pronto surge una profunda amistad entre ambas, que ni siquiera se rompe cuando Heidi retorna a su hogar. Meses después, por consejo médico, Clara viaja con su abuela a los Alpes para visitar a su amiga. El clima, la alimentación y sobre todo la mejora de su estado de ánimo, obran el milagro, y Clara consigue volver a andar, poniendo fin a la novela.

## El personaje en la serie de anime
En 1974 se estrenó la versión de dibujos animados Heidi, anime japonés de la productora Nippon Animation. La serie se convirtió en un auténtico fenómeno televisivo, tanto en su Japón original como en Europa y Latinoamérica. 
En la misma, Clara es descrita como una niña apocada, dulce y totalmente dominada por el ama de llaves. 
La enorme popularidad de la serie, propició la fabricación de merchandising a gran escala, que aún 50 años después de su estreno en Japón, sigue disponible. La figura de una Clara rubia, con vestido azul y enorme lazo en el cabello fue modelo de muñecas, llaveros, pósteres y mercancías varias.
En este anime la actriz de doblaje japonesa Rihoko Yoshida prestó su voz al personaje, siendo doblada al alemán por Ursula Wolff, al español para España por Pilar Quintana y al español para Hispanoamérica por Diana Santos.

## El personaje en cómic
En la década de 1970, a raíz del éxito del anime, se publicó en España una colección de tebeos infantiles que siguieron la trama de la serie y continuaron prolongando la historia más allá del punto en el que finalizan la serie y la novela, con historias inventadas por los dibujantes españoles. En uno de los volúmenes se describe el accidente que originó la discapacidad de la niña, reflejando una Clara de dos años, que mientras aprende a gatear, cae por las escaleras de la mansión familiar ante la mirada horrorizada de la Señorita Rottenmeier.

## El personaje en el cine
La novela ha sido llevada a la gran pantalla en varias ocasiones. Las actrices que han dado vida al personaje son:
- Heidi (2015)  ... Isabelle Ottmann
- Heidi-3D  (2015)(TV) ... Lucille Boudonnat
- Heidi 4 Paws (2008) ... Kimberly Beck
- Heidi (2005) ... Sidonie von Krosigk
- Heidi (1993) (TV) ... Lexi Randall
- Heidi's Song (1982) ... Pamelyn Ferdin
- Heidi (1968) (TV) ... Zuleika Robson
- Trenzas doradas (1965) ... Michaela May
- Heidi und Peter (1955) ... Isa Günther
- Heidi (1952) ... Isa Günther
- Heidi (1937) ... Marcia Mae Jones